# Chronogaster andrassyi
Chronogaster andrassyi is een rondwormensoort uit de familie van de Chronogasteridae. De wetenschappelijke naam van de soort is voor het eerst geldig gepubliceerd in 1965 door Loof & Jairajpuri.